# Saintigny
Saintigny is een gemeente in het Franse departement Eure-et-Loir (regio Centre-Val de Loire). De plaats maakt deel uit van het arrondissement Nogent-le-Rotrou. Saintigny is op 1 januari 2019 ontstaan door de fusie van de gemeenten Frétigny en Saint-Denis-d'Authou. De gemeente telde 934 inwoners op 1 januari 2022.

## Geografie
De oppervlakte van Saintigny bedroeg op 1 januari 2022 45,22 vierkante kilometer; de bevolkingsdichtheid was toen 20,7 inwoners per km².

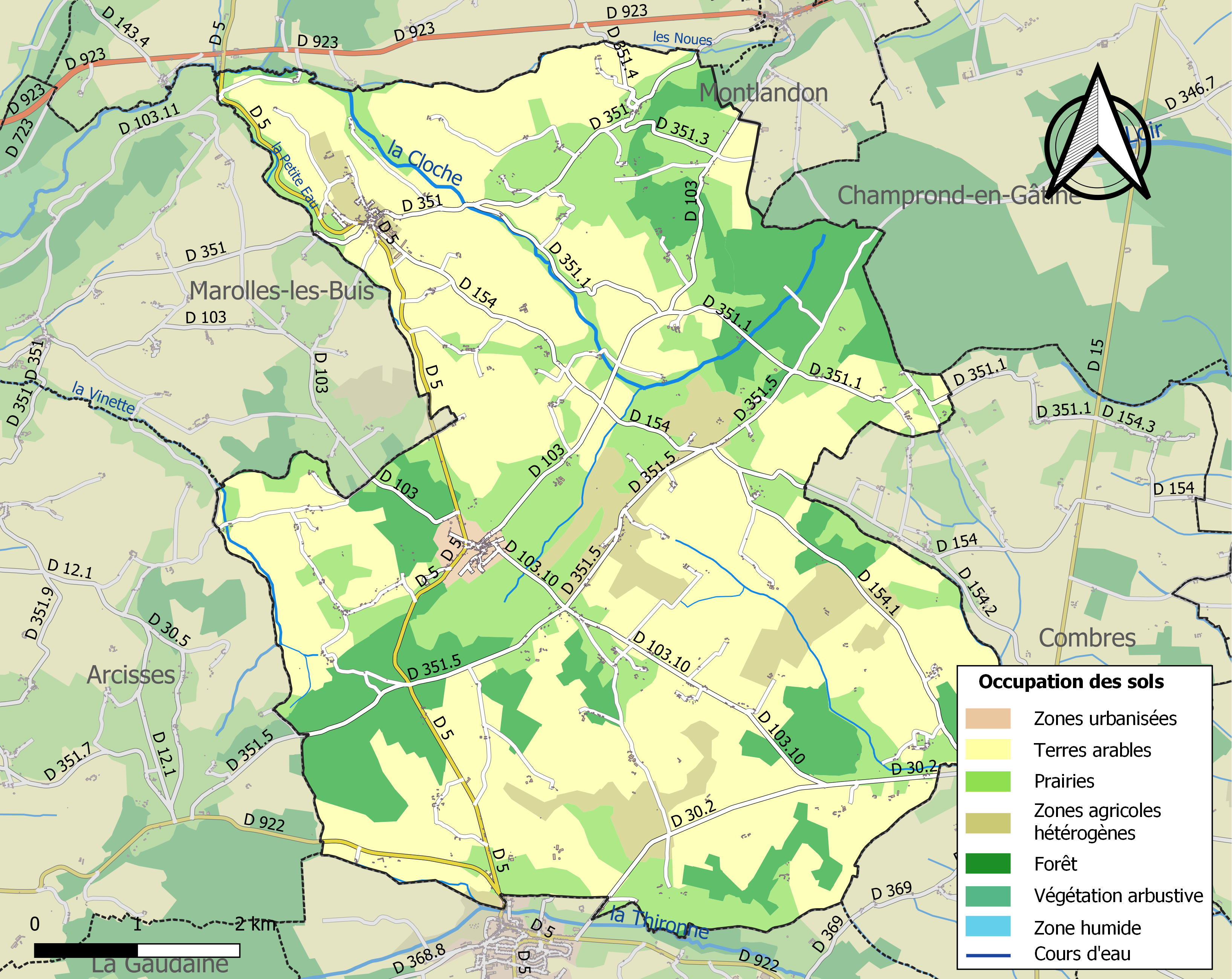
Kaart van de gemeente met belangrijkste infrastructuur, bodemgebruik en omliggende gemeenten

## Demografie
Onderstaande figuur toont het verloop van het inwonertal (bron: INSEE-tellingen).